# Sułków (Końskie)
Pour les articles homonymes, voir Sułków.
Sułków est une localité polonaise de la gmina de Fałków, située dans le powiat de Końskie en voïvodie de Sainte-Croix.